# Jurica Buljat
Jurica Buljat (Zára, 1986. szeptember 19.–) horvát válogatott labdarúgó, jelenleg az izraeli Makkabi Haifa játékosa. Posztját tekintve belsővédő.

## Pályafutása

### Klubcsapatokban
Labdarúgó pályafutását az Zadarban kezdte. A 2004–2005-ös idényben mutatkozott be az első csapatban. 2005 és 2011 között a Hajduk Split játékosa volt.
2011-ben három évre aláírt az izraeli Makkabi Haifahoz.

## Válogatott
Utánpótlásszinten szerepelt a horvát U18-as, U19-es U20-as és U21-es válogatottban is. A felnőtt válogatottban 2010. május 26-án debütált egy barátságos mérkőzésen Észtország ellen.
Az Európa-bajnoki keretszűkítést követően a szövetségi kapitány Slaven Bilić nevezte őt a 2012-es Eb-re készülő 23 fős keretébe.